# Чампіті
Чампі́ті (англ. Champiti) — традиційна громада у складі дистрикту Нтчеу Центрального регіону Малаві.
Населення — 21607 осіб (2018).